# Kalmár-féle logikai gép
A Kalmár-féle logikai gépet Kalmár László a Szegedi Tudományegyetem matematikaprofesszora tervezte az 1950-es években, és Muszka Dániel segítségével készítette el 1956 és 1958 között.

## Története
Kalmár László a kollégáival az 1950-es években elektronikus számológépet szeretett volna építeni, de ehelyett végül a Ferranti-féle logikai gép mintáját továbbgondolva teljes egészében saját fejlesztésű logikai gépet alkotott.

## Technikai jellemzők
A gép hatféle műveleti dobozból épült fel, amelyek mindegyike egy-egy kétváltozós logikai alapműveletet megvalósító úgynevezett logikai kapu, azaz felhasználásukkal tetszőleges logikai függvényt lehetett kialakítani. Kalmár László lényeges újítása a korábbi (külföldi) logikai gépekhez képest az volt, hogy a dobozok a logikai változók igaz (I), illetve hamis (H) értékét már nem feszültségszintekkel, hanem rövidzárakkal, fizikai összeköttetésekkel jelenítette meg.
Emiatt a bemeneti pontok három csatlakozóhüvellyel lettek megvalósítva, és a középső hüvely attól függően van egyik vagy másik szélsővel rövidzárban, hogy a bemeneti változó igaz, illetve hamis értékű-e. Ugyanez érvényes a kimeneten megjelenő függvényértékre is, ami természetesen attól függ, hogy a dobozba behuzalozott elemi logikai függvény milyen választ ad a bemeneti változókombinációra.
A gép kimenete jelzőlámpákkal volt megoldva, ezek mutatták a gép állapotát, a logikai változók és a vizsgált formula logikai értékét, és jelezték, hogy a vizsgált formulák közül hánynak igaz a logikai értéke. A gép kapacitása a legfeljebb 8 logikai változót tartalmazó, tetszőleges bonyolultságúra épített formula vizsgálatát tette lehetővé. A többütemű áramkörök vizsgálata esetén a bemenő és közvetítő szervek száma együttvéve 8, a közvetítő és kimenő szervek száma együttvéve 12 lehetett.
A bemeneti változókombinációkat a telefonközpontokban használt markergépek segítségével automatikusan lehet generálni.
A gépet huzalokkal lehetett programozni. A gép operatív tára (memóriája) 8 bites, jelfogós volt. A gép kimenete jelzőlámpákkal volt megoldva.

## Felhasználása
Bár a logikai gép alapvetően oktatási célokra épült, elvileg alkalmas volt telefonközpontok és vasúti biztosítóberendezések vizsgálatára is, valamint áramköröket is lehet tesztelni.